# Meeresbodenbergbau

Tiefseebergbau in aller Welt. In der Clarion-Clipperton-Zone haben sich zahlreiche Staaten Explorationsgebiete reserviert.
Quelle: Meeresatlas 2017 – Daten und Fakten über unseren Umgang mit dem Ozean

Meeresbodenbergbau (kurz Meeresbergbau, im Bereich der Tiefsee auch Tiefseebergbau genannt) ist Bergbau, das heißt das Aufsuchen, Erschließen und Fördern von mineralischen Rohstoffen (Bodenschätzen) auf und unter dem Meeresboden.

## Rohstoffvorkommen

### Metallische Rohstoffe (Erze)
Auf und unter dem Meeresgrund gibt es aufgrund der andersartigen physikalischen Umgebung bedeutende Vorkommen einiger Erze und polymetallischer Mineral-Aggregate aus Metallen, die in der Erdkruste an Land nur selten oder meist in geringer, nicht abbauwürdiger Konzentration auftreten:
- Erzschlämme an Plattenrändern
- Cobaltreiche Kruste auf Tiefseebergen und an Gebieten mit vulkanischer Aktivität
- Tiefseeknollen:
  - Mangan
  - Nickel, Cobalt, Kupfer
- Eisen im Küstenvorfeld
- Massivsulfide bis 3000 m Tiefe
- Schwermineralseifen in Schelfgebieten
- Organische Rohstoffe und Phosphoritknollen bis 500 m Tiefe

### Edelsteine
Vor der Küste von Namibia und Südafrika werden Diamanten aus den Sedimentkörpern von Flüssen nach ihrer Einmündung in den Atlantik gewonnen, beispielsweise bei Alexander Bay.

### Fossile Energierohstoffe
Seit langem verbreitet ist die Gewinnung von fossilen Rohstoffen für die energetische aber auch die stoffliche Verwertung aus dem Untergrund unter dem Meer.
- Erdöl
- Erdgas
- Methanhydrat (bisher kaum, jedoch hohes Zukunftspotential)

Die Erschließung der Vorkommen geschieht in der Regel durch eine Bohrinsel oder ein Bohrschiff, anschließend erfolgt die Förderung durch eine Förderplattform von der Wasseroberfläche aus.

### Massenrohstoffe (Steine und Erden)
Im küstennahen Flachwasser werden teilweise Massenrohstoffe wie Sand oder Kies mit Schwimmbaggern gewonnen, die vor allem als Baustoff verwendet werden.

## Wirtschaftliche Nutzung und Umweltfolgen
Wegen des enormen Aufwandes wird Meeresbergbau hauptsächlich von hochtechnisierten Industrieländern betrieben, allen voran Japan. Um wirtschaftlich zu arbeiten, muss der Tiefseebergbau große Erzmengen fördern: zurzeit 5000 t Manganknollen (nass) pro Tag und pro Abbaueinheit. Pro 5000 t Manganknollen werden mindestens 1 km² des Meeresbodens abgebaut, was Umweltprobleme mit sich bringt:
- mechanische Zerstörung des Bodens durch Abbaugeräte
- Bildung von Trübungswolken, wobei bodenlebende Organismen (z. B. Schwämme) durch plötzliche Sedimentation abgedeckt werden
- Störung des biologischen Gleichgewichts in der Tiefsee durch Mineralentzug
- Entzug von Sauerstoff in der Tiefsee beim Abbau von Manganknollen

Das Thema Tiefseeressourcen, Tiefseebergbau und seine ökologischen Folgen wurde vom Bundesministerium für Bildung und Forschung 2015 in die G7-Gespräche der Wissenschaftsminister eingebracht. Auf Grundlage der Forschungsergebnisse ist zu entscheiden, ob und wie ein Tiefseebergbau stattfinden kann. Voraussetzung sind internationale Standards, die höchste Ansprüche stellen, wie marine Ressourcen ökologisch verantwortlich erschlossen werden können.
Allerdings wurden im Dezember 2020 Bestrebungen von den Unternehmen DEME und Lockheed Martin bekannt, sich Zugriff auf Rohstoffe der Tiefsee, für die Entwicklungsländer Lizenzen haben, zu verschaffen, wobei noch keine globalen Umweltregeln für den Tiefseebergbau bestehen.

## Erforschung des Tiefseebergbaus
Im internationalen Forschungsprogramm JPI Oceans untersucht die Pilotmaßnahme „Ökologische Auswirkungen des Tiefseebergbaus“, ob ein Abbau der Manganknollen in der Tiefsee die dort lebenden Arten gefährden würde. Gefördert durch das Bundesministerium für Bildung und Forschung, brachen Wissenschaftler des Max-Planck-Institutes für marine Mikrobiologie, des Helmholtz-Zentrums für Ozeanforschung Kiel, des Alfred-Wegener-Institutes, des Marum und des Senckenberg Forschungsinstitutes im August 2015 mit dem Forschungsschiff Sonne zu einer Fahrt ins Perubecken im östlichen Pazifik auf, um die ökologischen Folgen eines Manganknollenabbaus in der Tiefsee haben würden. Dabei fanden die Wissenschaftler heraus, dass die bisherigen Lebensgemeinschaften in den Regionen, wo Manganknollen entfernt wurden, nicht mehr in der gleichen Artzusammensetzung vorkommen.
Zuständig für den Meeresboden außerhalb der 200-Seemeilen-Zone ist die Internationale Meeresbodenbehörde, wo die Wissenschaftler des JPIO-Projektes im Sommer 2016 ihre Ergebnisse präsentierten, damit diese in die Regularien zum Tiefseebergbau einfließen.
2021 riefen in einem offenen Brief über 350 Meeresforscher und Beschäftigte aus verwandten Wissenschaftszweigen zu einem sofortigen Moratorium aller unterseeischen Bergbauvorhaben auf, um zunächst weitere Risikoforschung bezüglich womöglich irreversibler Biodiversitätseinbußen zu ermöglichen.
Am 9. Januar 2024 stimmte das norwegische Parlament  dafür, große Gebiete im Nordatlantik für den Tiefseebergbau zu öffnen. Das 281 000 Quadratkilometer umfassende Areal liegt zwischen Ostgrönland und Spitzbergen. Norwegische Geowissenschaftler prognostizieren dort abbaufähige rund 45 Millionen Tonnen Zink sowie 38 Millionen Tonnen Kupfer. Zudem soll die Meereskruste große Mengen an Gold, Silber, Mangan, Eisen, Titan, Kobalt, Nickel und Zirkonium, aber auch seltene Erden wie Neodym, Yttrium und Dysprosium enthalten. Die Befürworter dieser  Entscheidung verweisen darauf, bei dem Abbau werde man Rücksicht auf die Umwelt nehmen. Norwegens Vorkommen von Mineralien und seltenen Erden sei  für den grünen Wandel hin zu erneuerbaren Energien von überragender Bedeutung. Zudem sichere der Abbau die eigene Versorgung. Die Gegner des Beschlusses erachten diesen als  unverantwortlich. Denn über den Großteil des betroffenen Gebiets wisse man kaum etwas, auch habe man keine Vorstellung, welche Auswirkungen der Tiefseebergbau auf das Meeresleben habe.
Am 1. Dezember 2024 gaben die Regierung Støre und die Sosialistisk Venstreparti (SV) bekannt, dass Norwegen vorerst auf den umstrittenen Tiefseebergbau vor seinen Küsten verzichten werde. In den Jahren 2024 und 2025 würden keine Erkundungslizenzen für den Tiefseebergbau vergeben. Die Minderheitsregierung von Arbeiderpartiet und Senterpartiet (Regierung Støre) habe dieses Zugeständnis gemacht, um mit Unterstützung der SV den Haushalt für 2025 durch das Parlament zu bringen. Ministerpräsident Jonas Gahr Støre betonte, dass dies nur eine Pause und kein Stopp des Tiefseebergbaus sei.